# Terratrèmol de Catalunya de 1448

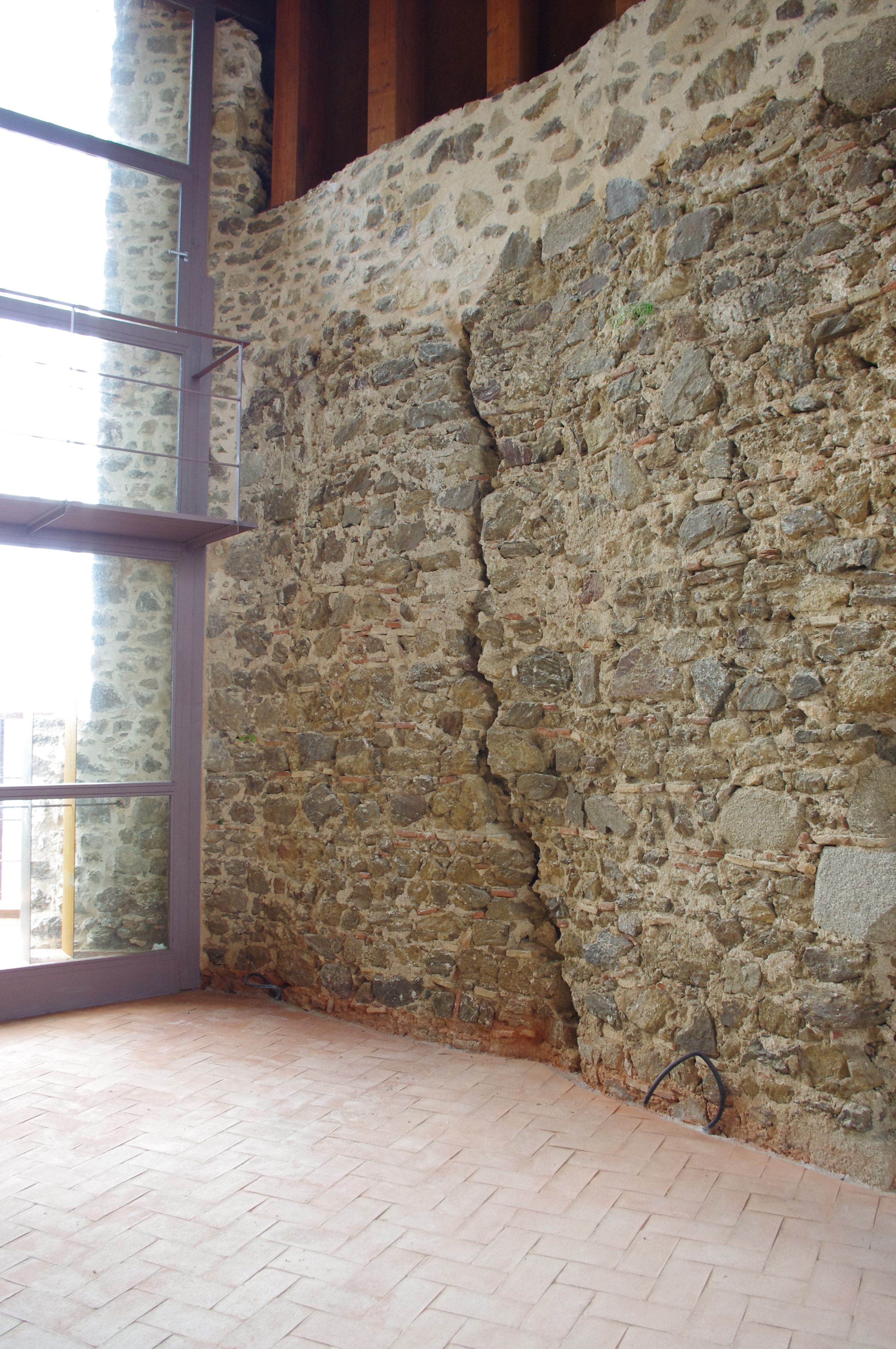
Esquerda provocada al Castell de Montsoriu pel terratrèmol

El terratrèmol del 25 de maig de 1448, tingué l'epicentre entre Cardedeu i Llinars del Vallès. De fet, va ocórrer la nit del 24 al 25 de maig, motiu pel qual figura documentat amb un dia o l'altre indistintament.
La magnitud s'ha determinat que va ser de grau VIII, amb danys àmpliament distribuïts i causà com a mínim 108 morts.
Entre els danys documentats apareixen:
- La muralla de Barcelona[3]
- Monestir de Santa Maria de l'Estany, s'enderroquen les voltes de l'església i el campanar.[3]
- El castell del Papiol[3]
- El castell de Sentmenat[3]
- El Castell de Montornès[3]
- El Castell Vell de Llinars del Vallès[3]
- Campanar de l'església de Cardedeu
- Palau comtal de Sant Pere de Vilamajor
- Monestir de Sant Genís de Rocafort[4]